# Empire Earth II: The Art of Supremacy
Empire Earth II: The Art of Supremacy , (en español El Arte de la Supremacía) abreviado a EE II:AoS o AoS, para abreviar, es el pack de expansión oficial para el 2005 del juego, Empire Earth II. Liberado el 15 de febrero de 2006, y desarrollado por Mad Doc Software , Art of Supremacy presenta nuevas características de Empire Earth II. Algunas de las nuevas incorporaciones a Empire Earth II fueron cuatro nuevas civilizaciones y varias otras nuevas características. Varias campañas más también fueron agregados, que se centró en las Guerras Napoleónicas , el antiguo Egipto y una tercera que era una campaña futurista centrada en los Maasai.
Art of Supremacy fue desarrollado por Mad Doc Software, los creadores de la II Empire Earth, y fue relanzado con Empire Earth II en el II Empire Earth: Platinum Edition . Art of Supremacy recibió críticas mediocres por la crítica, con un promedio de sólo el 61% de acuerdo con GameRankings.

## Las adiciones al juego

### Nuevas civilizaciones

#### Occidente
Francia
Rusia

#### África
Esta región es nueva.
Zulúes
Masái

### Campañas nuevas
La expansión cuenta con tres nuevas campañas divididas en escenarios, como en el resto de la franquicia Empire Earth.
- Campaña egipcia: La campaña de Egipto se desarrolla durante el primer periodo intermedio, centrándose en uno de los generales de mayor confianza del faraón. Describe un clima de conflictos, hambrunas, bandidos y nuevos cultos religiosos.
  1. Neferkare y el Reino Antiguo (2183 a. C.)
  2. Sol negro sobre el Delta (2182 a. C.)
  3. La sonrisa del cocodrilo (2175 a. C.)
  4. Osiris enfurecido (2164 a. C.)
  5. Horus ascendente (2152 a. C.)

- Campaña de Rusia: La campaña de Rusia tiene como marco las Guerras Napoleónicas.
  1. Después de Austerlitz (1805)
  2. Ganando tiempo (1806)
  3. El bloqueo continental (1808)
  4. Tierra quemada (1812)
  5. Liberación (1813)

- Campaña de los masai: Se ambienta en un futuro próximo, en el que el pueblo masái intenta convertirse en un actor determinante a escala global a través de su lucha contra las corporaciones.
  1. Rito de paso (2037)
  2. Un nuevo hogar (2038)
  3. Más valioso que el oro (2038)
  4. Invasión (2038)
  5. Libertad africana (2039)

#### Puntos de inflexión
El juego incorpora cuatro nuevos puntos de inflexión.
1. Rorke's Drift: Los británicos
2. Rorke's Drift: Los zulúes
3. Batalla de Kursk: Rusia
4. Batalla de Kursk: Alemania

### Otras características
Se permite que los soldados se convierten en héroes si tienen una cierta cantidad de muertes. Estos héroes pueden formar grupos (llamados ejércitos) con otros soldados, y al hacerlo permite que todos los soldados se vuelvan más fuertes. El pack de expansión introduce una opción para que las tribus nativas, que son los jugadores neutrales. Usted puede dejarlos solos, aliarse con ellos, o estar en guerra con ellos. También hay un poder de la corona llamado el líder supremo. Cualquier líder o héroe puede llegar a ser esto, y les permite tener mayores poderes de líder y formar fuertes ejércitos.

## Recepción
| Publicación       | Puntuación |
| ----------------- | ---------- |
| Eurogamer         | 6 of 10    |
| GameSpy           | 2 of 5     |
| GameSpot          | 5.4 of 10  |
| Strategy Informer | 5.8 of 10  |

Art of Supremacy recibió críticas promedio, con un promedio de 57% de los críticos. Sin embargo, en general, fue elogiado por sus nuevas características y jugabilidad. Algunos de los críticos no estaban satisfechos; GameSpot le dio al juego un 5.4 de 10 , diciendo que "las civilizaciones francesa y rusa se han hecho a la muerte en otros juegos de estrategia en tiempo real; muchas probabilidades y los extremos sería más apropiado se han proporcionado en un parche o en el original, Empire Earth II, muchos de los ajustes de las reglas no valen nada"." GameSpy rechazado darle a sólo 2/5 estrellas, diciendo que "las civilizaciones genéricos, nuevos modos multijugador no son muy emocionantes, los malos de la campaña de voz en off y" efectista "mapas". Strategy Informer dio una puntuación media de 5,8 a de 10, diciendo: "Por desgracia, la impresión general que deja esta expansión es que realmente no tiene mucho de ella en absoluto". Eurogamer le dio un 6 de cada 10 dicen otros juegos de estrategia tenía gráficos superiores para entonces " arrancar el pack de expansión para descubrir que de repente se veía muy, muy viejo ".